# Munja i grom
Munja i grom (Åska och blixt) är en sång komponerad av Edin-Dino Saran och som framförs av Vukašin Brajić. Sången var Bosnien och Hercegovinas bidrag i Eurovision Song Contest 2010. I originalversionen framförs låten på bosniska, men i Eurovision Song Contest kommer den framföras på engelska under namnet "Thunder and Lightning". Den 14 mars framfördes bidraget officiellt i bosnisk TV.
Sången och artisten valdes internt av bosniska nationella programföretaget Radiotelevizija Bosne i Hercegovine (BHRT)